# Newdigate Prize
De Newdigate Prize, of voluit Sir Roger Newdigate’s Prize, is een literaire prijs voor bachelorstudenten aan de universiteit van Oxford in het Verenigd Koninkrijk.

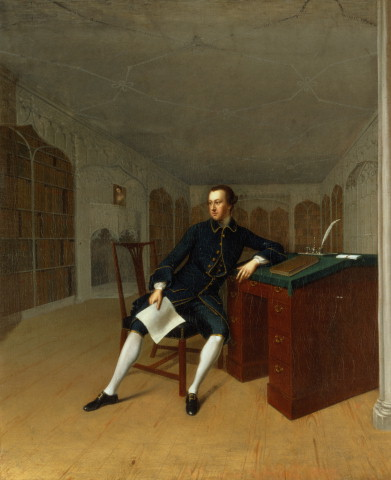
Roger Newdigate, baron

De eerste prijsuitreiking gebeurde in het sterfjaar van Sir Roger Newdigate (1719-1806) in 1806, naar wie de literaire prijs is vernoemd. Hij was de vijfde baron van Harefield in Middlesex en van Arbury in Warwickshire, alsook antiquaar.
De belangrijkste vereisten om mee te doen zijn: het gedicht is in de Engelse taal geschreven; de lengte mag de driehonderd lijnen niet overschrijden; het ritme is niet beperkt tot heroic couplets doch dramatische dichtvormen zijn dan weer niet toegelaten. Wanneer de hoogleraar van de leerstoel Engelse poëzie van mening is dat geen enkele inzending een zeker niveau haalt, wordt er dat jaar geen Newdigate Prize uitgereikt; tijdens de oorlogsjaren werd de prijs evenmin uitgereikt. De winnaar mag zijn/haar gedicht voorlezen tijdens een academische plechtigheid Encaenia genoemd.
In 1806 was de eerste winnaar John Wilson (1785-1854), die later advocaat en hoogleraar moraalfilosofie werd aan de universiteit van Edinburgh. Andere bekende winnaars van de Newdigate Prize waren John Ruskin, Matthew Arnold, Laurence Binyon, Oscar Wilde voor het gedicht Ravenna, John Buchan, John Addington Symonds, Geoffrey Scott, John William Burgon, Donald Hall, Philip Maitland Hubbard, Andrew Motion en Alan Hollinghurst. In 2023 won Nicholas Stone, een student rechten, met het gedicht The girl I saw through the James Webb Telescope.
Aan de universiteit van Cambridge heet de tegenhanger van Oxford de Chancellor's Gold Medal.